# Динамит (фильм, 1929)
Динамит (англ. Dynamite) — американская драма режиссёра Сесила Блаунта ДеМилля 1929 года.

## Сюжет
Состоятельная Синтия влюблена в небогатого Роджера, который женат на Марсии. Она, в свою очередь, готова поступиться им в пользу Синтии и дать согласие на развод через определённые дивиденды. Но богатство самой Синтии под угрозой, поскольку по договору она лишается всего, если не женится до определённого срока. Отчаявшись, она принимает решение расписаться с фиктивным мужем, Хегоном Дерком, приговоренным к смертной казни. Однако приговор, в последний момент отменяют — нашелся настоящий виновник преступления, так что Синтия, вместо статуса богатой вдовы, получает статус вновь созданной супруги.